# Kongensgade Station
Kongensgade Station er en letbanestation på Odense Letbane, beliggende på Vestre Stationsvej ved krydset med Kongensgade og Rugårdsvej i Odense. Stationen åbnede sammen med letbanen 28. maj 2022.
Letbanen ligger i en græsbelægning på den sydøstlige side af gaden. Stationen ligger umiddelbart sydvest for krydset og består af to spor med hver sin sideliggende perron.
Området syd for stationen udgøres især af ældre og nyere etageejendomme. Desuden indgår Kongensgade i Odenses net af gågader. På den nordlige side er bebyggelsen mere blandet med et boligbyggeri fra 2018 ud for stationen og byens gamle toldkammer på den anden side af krydset. I området bag toldkammeret er det planen at etableret et nyt kvarter, hvor der primært skal være boliger.
Kongensgade
| Foregående station                  |  | Odense Letbane                       |  | Efterfølgende station        |
| ----------------------------------- |  | ------------------------------------ |  | ---------------------------- |
| Vestre Stationsvej mod Tarup Center |  | Tarup Center - Hjallese fra maj 2022 |  | Odense Banegård mod Hjallese |